# آرثر بانتينغ
آرثر بانتينغ (بالإنجليزية: Arthur Bunting)‏ هو لاعب دوري الرغبي بريطاني، ولد في 13 يونيو 1936 في همسوورث ‏ في المملكة المتحدة، وتوفي في 7 يونيو 2017.